# Circuito Femenil Mérida
Il Circuito Femenil Mérida è un torneo professionistico di tennis giocato su campi in cemento. Fa parte dell'ITF Women's Circuit. Si gioca annualmente a Mérida in Messico.

## Albo d'oro

### Singolare
| Anno     | Campionessa      | Finalista        | Punteggio     |
| -------- | ---------------- | ---------------- | ------------- |
| 2013     | Rebecca Peterson | Indy de Vroome   | 7–5, 4–6, 6–3 |
| 2013 (2) | Rebecca Peterson | Adriana Pérez    | 6–4, 6–0      |
| 2013 (3) | Allie Kiick      | Ajla Tomljanović | 3–6, 7–5, 6–0 |

### Doppio
| Anno     | Campionesse                          | Finaliste                            | Punteggio              |
| -------- | ------------------------------------ | ------------------------------------ | ---------------------- |
| 2013     | Chieh-Yu Hsu María Irigoyen          | Hilda Melander Rebecca Peterson      | 6–4, 5–7, [10–6]       |
| 2013 (2) | Vanesa Furlanetto Florencia Molinero | Laura-Ioana Andrei Marina Mel'nikova | 2–6, 7–6(10–8), [10–7] |
| 2013 (3) | Barbara Bonić Hilda Melander         | Dia Evtimova Chieh-Yu Hsu            | 6–3, 7–5               |